# Rue de Bondy (Villemomble)
La rue de Bondy est un des axes du centre historique de Villemomble.

## Situation et accès
L'extrémité ouest de cette rue est située sur la commune de Bondy au carrefour de la rue Anatole-France, place Édith-Piaf. Se dirigeant vers l'est, elle croise notamment l'avenue Masséna et l'avenue François-Coppée.
Elle se termine au carrefour de l'avenue du Raincy, dans le prolongement de l'avenue du Général-Leclerc.

## Origine du nom

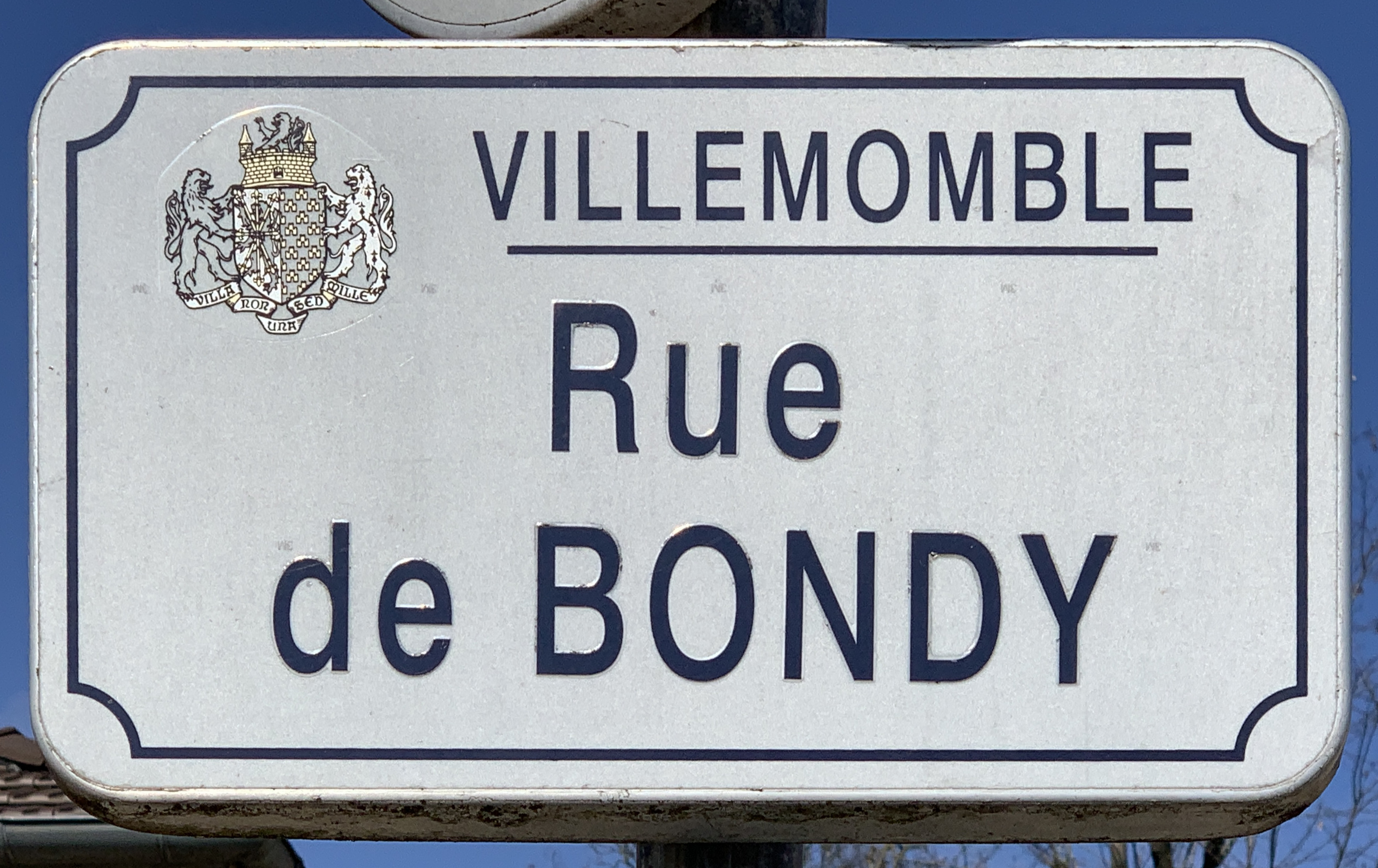
Plaque de la rue.

Elle porte le nom de la ville voisine de Bondy, à laquelle elle conduit.

## Bâtiments remarquables et lieux de mémoire

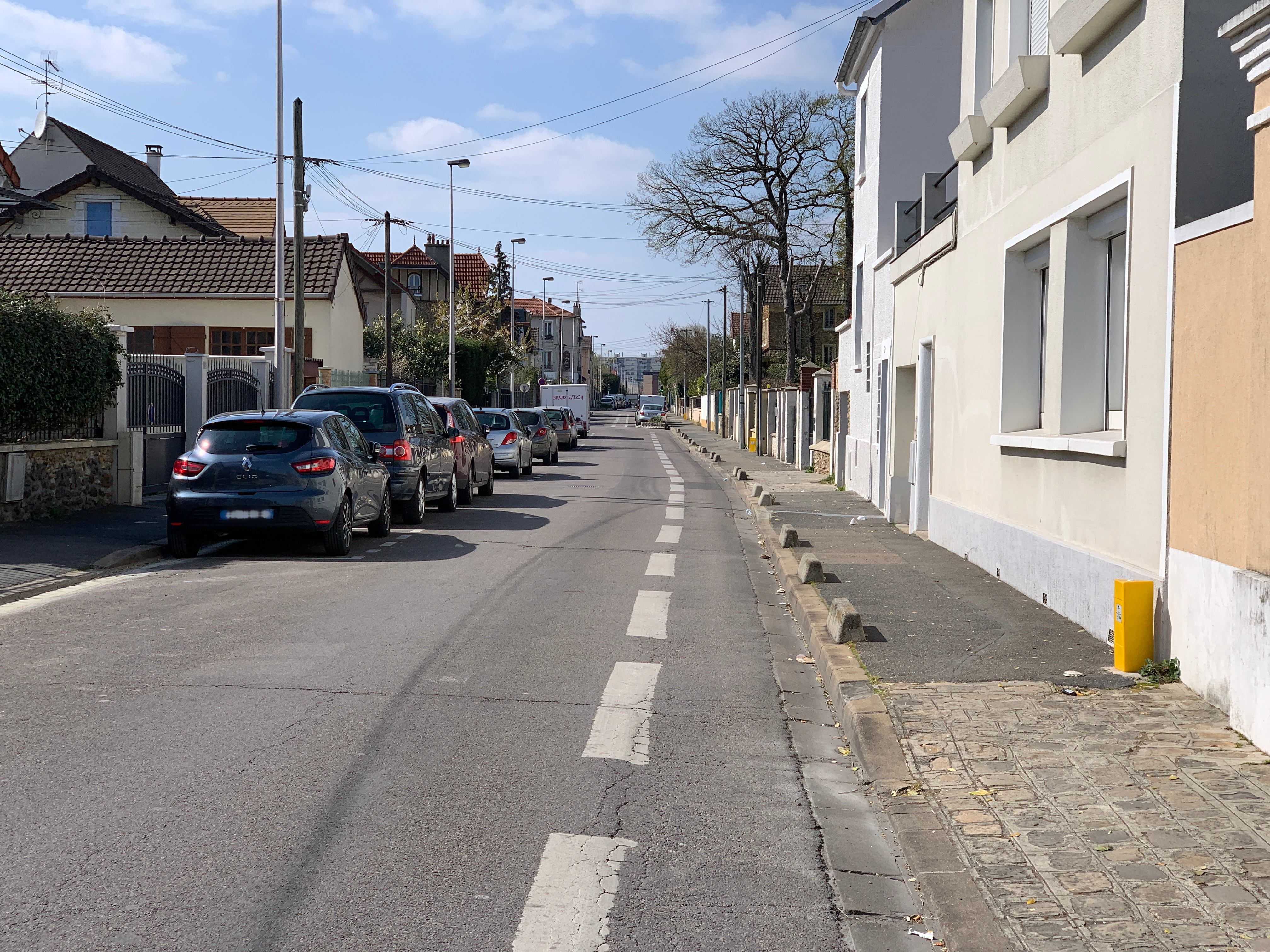
La rue en avril 2021.

Au no 36, un chêne centenaire.